# Spugna di Menger

Una approssimazione della spugna di Menger ottenuta dopo 4 iterazioni.

In matematica, la spugna di Menger è un particolare frattale tridimensionale, di superficie infinita e volume zero, descritto per la prima volta da Karl Menger nel 1926, mentre esplorava il concetto di dimensione topologica. Costituisce l'estensione tridimensionale dell'insieme di Cantor e del tappeto di Sierpinski. La spugna di Menger è una figura replicante potendosi scomporre in 20 figure simili.

## Costruzione

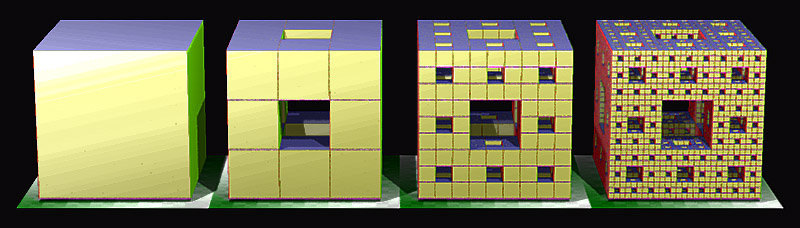
primi livelli: 0,1,2,3

La spugna di Menger può essere costruita nel modo seguente.
1. Si parte da un cubo.
2. Dividere il cubo in 27 cubi, come nel cubo di Rubik.
3. Rimuovere il cubo centrale e i 6 cubi centrali ad ogni faccia: restano così 20 cubi.
4. Ripetere, all'infinito, la stessa procedura per ogni nuovo cubo.

La spugna di Menger è la figura che si ottiene come limite di queste operazioni.
Ad ogni iterazione si ottiene un oggetto con più buchi di prima, come mostrato in figura. Ogni volta il volume iniziale {\displaystyle V_{0}} è ridotto a {\displaystyle {\frac {20}{27}}} del precedente, per cui {\displaystyle V_{n}={\bigg (}{\frac {20}{27}}{\bigg )}^{n}V_{0}} che all'infinito converge a zero.

### Costruzione in origami
Con l'origami modulare sono stati realizzati moduli cubici componibili utilizzabili per la realizzazione dei primi livelli della spugna di Menger. Il primo livello necessita dell'assemblaggio di venti cubetti. Le difficoltà  crescono poi in modo esponenziale con le potenze di 20 (20,400,8000,160000...). Sembrava improbabile andare oltre il secondo livello ma nel 2005 Jeannine Mosely del Massachusetts Institute of Technology organizza con l'aiuto di 200 volontari  un progetto per la costruzione del terzo livello realizzando l'obiettivo.
Nel 2016 la matematica italiana Serena Cicalò, esperta di origami, dopo aver messo a punto  una nuova tecnica (chiamata PJS acronimo di pleat and join strips) che permette alle connessioni laterali di supportare il peso della struttura, un anno dopo aver realizzato in questo modo il terzo livello, riesce, unica al mondo, nella costruzione del quarto livello che ha poi presentato in varie università.

## Definizione formale
Da un punto di vista formale, una spugna di Menger può essere definita come segue:
{\displaystyle M:=\bigcap _{n\in \mathbb {N} }M_{n}}
dove M0 è il cubo unitario e
{\displaystyle M_{n+1}:=\left\{{\begin{matrix}(x,y,z)\in \mathbb {R} ^{3}:&{\begin{matrix}\exists i,j,k\in \{0,1,2\}:(3x-i,3y-j,3z-k)\in M_{n}\\{\mbox{e non più di una tra }}i,j,k{\mbox{ è uguale a 1}}\end{matrix}}\end{matrix}}\right\}.}

## Proprietà

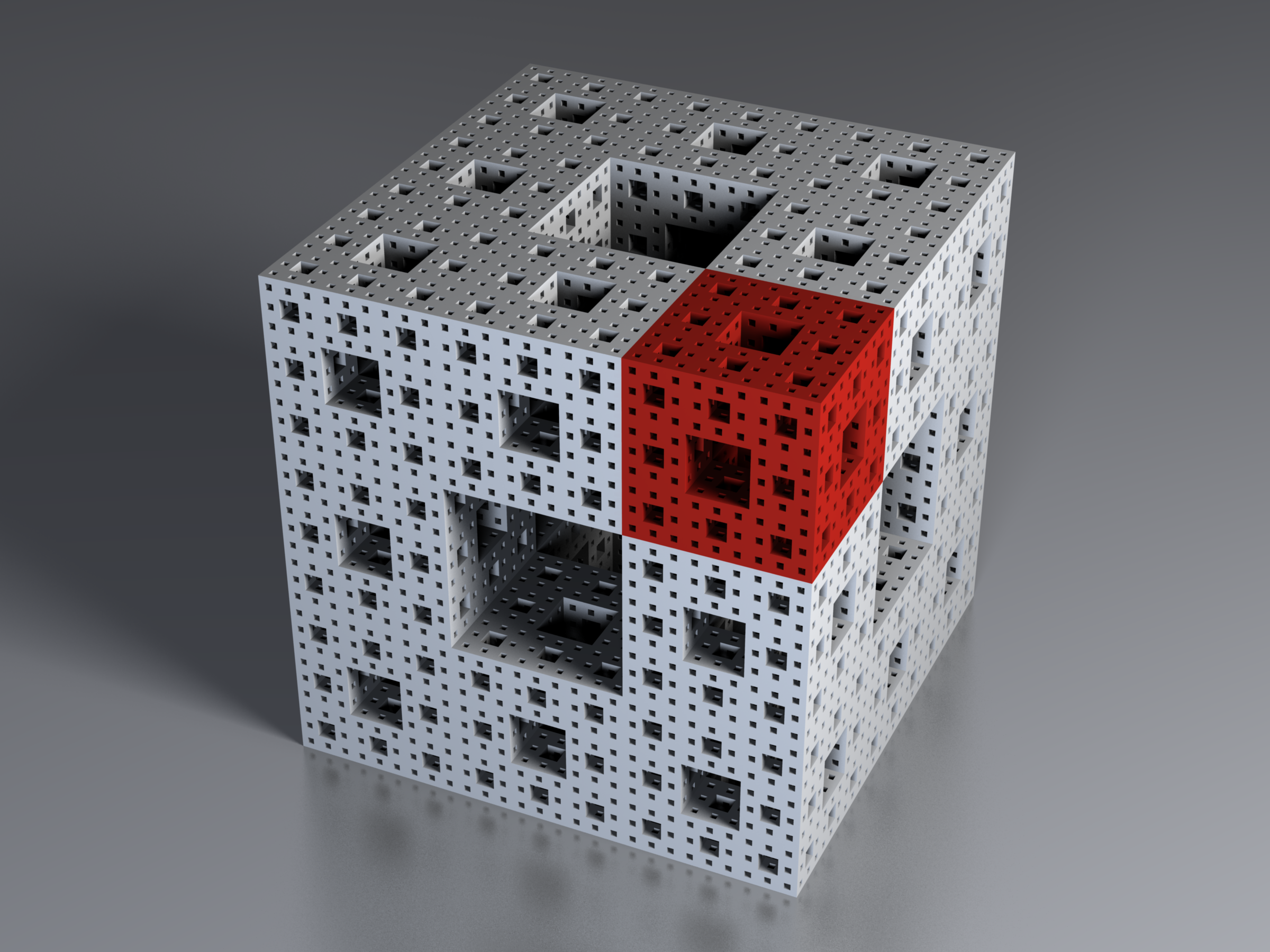
Una approssimazione della spugna di Menger ottenuta dopo 4 iterazioni. Il blocco in rosso è ciò che si ottiene dopo tre iterazioni; al limite di infinite iterazioni questa parte, diventa simile all'intera spugna: l'auto similarità è una proprietà tipica dei frattali.

Ciascuna delle 6 facce della spugna di Menger è un tappeto di Sierpinski.
La spugna di Menger è un insieme chiuso e limitato, quindi compatto per il teorema di Heine-Borel. Contiene una quantità di punti pari alla cardinalità del continuo; nonostante ciò, ha misura di Lebesgue nulla. L'insieme di Cantor ha anch'esso queste proprietà.
A differenza dell'insieme di Cantor, che ha dimensione topologica zero, la spugna di Menger ha però dimensione topologica 1.
Nella sua costruzione del 1926, Menger mostrò che la spugna è una curva universale: ogni spazio metrico compatto di dimensione 1 è contenuto nella spugna (cioè è omeomorfo ad un suo sottoinsieme).
Come ogni frattale, la spugna ha una dimensione di Hausdorff che può non essere intera: la dimensione della spugna è {\displaystyle \log 20/\log 3}, approssimativamente 2,726833.